# Panathīnaïkos Athlītikos Omilos 2009-2010
Questa voce raccoglie le informazioni riguardanti il Panathīnaïkos Athlītikos Omilos nelle competizioni ufficiali della stagione 2009-2010.

## Maglie e sponsor
| Casa | Trasferta | Terza |  |

## Rosa
| N. |                      | Ruolo | Calciatore                           |
| -- | -------------------- | ----- | ------------------------------------ |
| 1  | Croazia (bandiera)   | P     | Mario Galinović                      |
| 3  | Spagna (bandiera)    | D     | Josu Sarriegi                        |
| 5  | Croazia (bandiera)   | A     | Ante Rukavina                        |
| 7  | Grecia (bandiera)    | C     | Sōtīrīs Ninīs                        |
| 8  | Mali (bandiera)      | D     | Cédric Kanté                         |
| 9  | Francia (bandiera)   | A     | Djibril Cissé                        |
| 11 | Argentina (bandiera) | C     | Sebastián Leto                       |
| 14 | Grecia (bandiera)    | A     | Dimitris Salpingidis (vice capitano) |
| 15 | Brasile (bandiera)   | C     | Gilberto Silva                       |
| 17 | Grecia (bandiera)    | C     | Lazaros Christodoulopoulos           |
| 18 | Svezia (bandiera)    | D     | Mattias Bjärsmyr                     |
| 19 | Brasile (bandiera)   | D     | Gabriel                              |
| 21 | Grecia (bandiera)    | D     | Filippos Darlas                      |
| 22 | Grecia (bandiera)    | D     | Stergos Marinos                      |

| N. |                      | Ruolo | Calciatore                     |
| -- | -------------------- | ----- | ------------------------------ |
| 23 | Mozambico (bandiera) | C     | Simão Mate Junior              |
| 24 | Grecia (bandiera)    | D     | Loukas Vyntra                  |
| 25 | Grecia (bandiera)    | D     | Geōrgios Seïtaridīs            |
| 26 | Grecia (bandiera)    | C     | Giōrgos Karagkounīs (capitano) |
| 27 | Grecia (bandiera)    | P     | Orestīs Karnezīs               |
| 28 | Grecia (bandiera)    | A     | Antōnīs Petropoulos            |
| 29 | Grecia (bandiera)    | C     | Kōstas Katsouranīs             |
| 30 | Grecia (bandiera)    | P     | Alexandros Tzorvas             |
| 31 | Grecia (bandiera)    | D     | Nikos Spiropoulos              |
| 34 | Grecia (bandiera)    | C     | Giorgos Machlelis              |
| 36 | Grecia (bandiera)    | A     | Evangelos Mantzios             |
| 37 | Grecia (bandiera)    | C     | Alexandros Tziolīs             |
| 38 | Brasile (bandiera)   | c     | Silva Cleyton                  |
| 39 | Grecia (bandiera)    | C     | Elini Dīmoutsos                |